# Karimnagar (distrito)

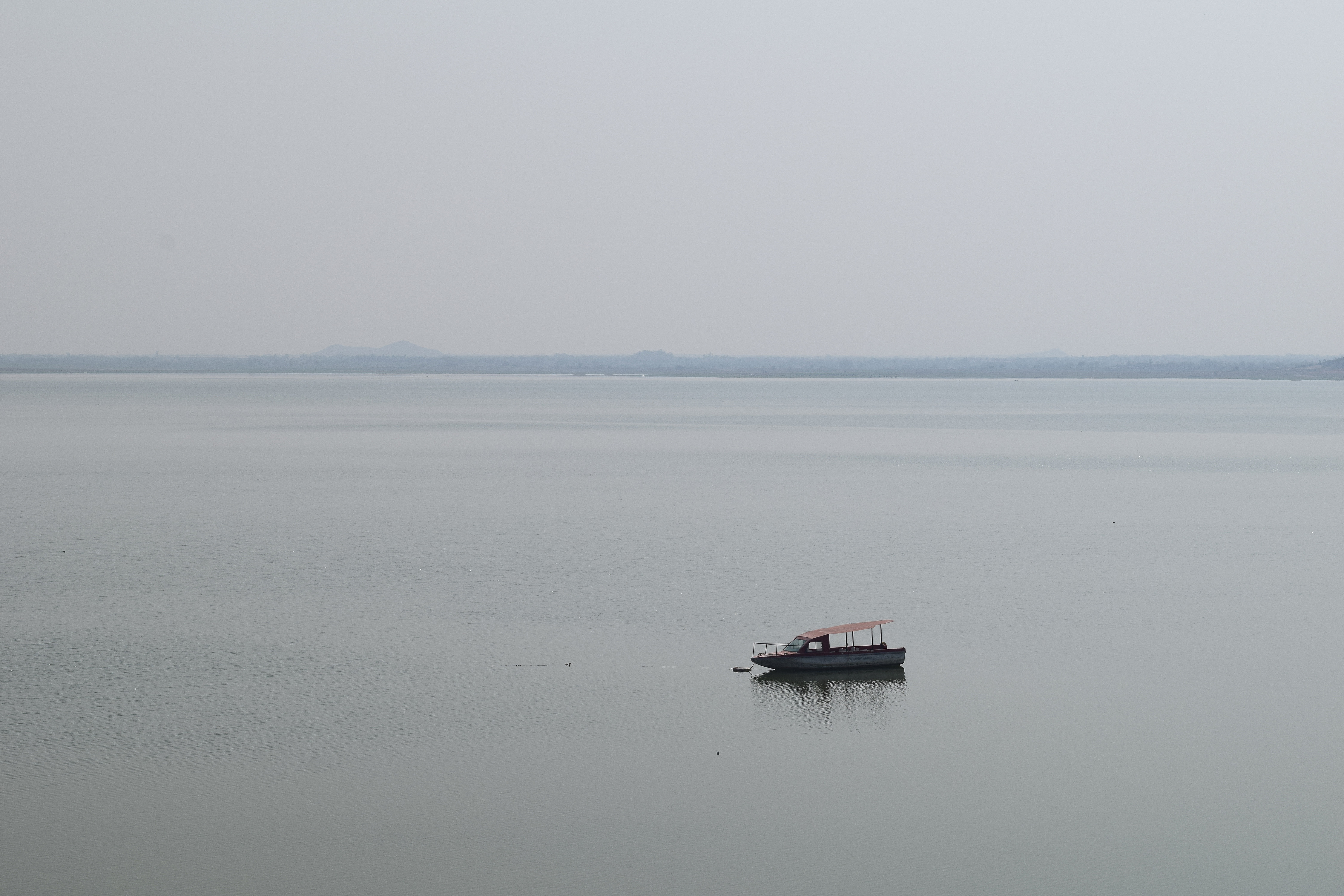
Um barco a motor nas águas do reservatório de Manair, Karimnagar, Índia

O distrito de Karimnagar é um distrito do estado indiano de Telanganá. Tem uma área de 11.823 km².
Segundo o censo de 2001, este distrito tinha uma população de 3.477.079 habitantes e uma densidade populacional de 294 habitantes/km².
A sua capital é Karimnagar.

## Mandalas
| 1 Ibrahimpatnam 2 Mallapur 3 Raikal 4 Sarangapur 5 Dharmapuri 6 Velgatoor 7 Ramagundam 8 Kamanpur 9 Manthani 10 Kataram 11 Mahadevpur 12 Malharrao 13 Mahadevpur 14 Manthani 15 Srirampur 16 Peddapalle 17 Julapalle Peta 18 Dharmaram 19 Gollapalle | 20 Jagtial 21 Medipalle 22 Koratla 23 Metpalle 24 Kathlapur 25 Chandurthi 26 Kodimial 27 Gangadhara 28 Mallial 29 Pegadapalle 30 Choppadandi 31 Sultanabad 32 Odela 33 Jammikunta 34 Veenavanka 35 Manakondur 36 Karimnagar 37 Ramadugu 38 Boinpalle | 39 Vemulawada 40 Konaraopeta 41 Yella Reddi 42 Gambhiraopet 43 Mustabad 44 Sirsilla 45 Ellanthakunta 46 Bejjanki 47 Thimmapur 48 Kesavapatnam 49 Huzurabad 50 Kamalapur 51 Elkathurthi 52 Saidapur 53 Chigurumamidi 54 Koheda 55 Husnabad 56 Bheemadevarpalle |  |